# Administración Autónoma del Norte y Este de Siria
La Administración Autónoma del Norte y Este de Siria (AADNES), conocida coloquialmente como Kurdistán sirio, Norte de Siria, Siria del Noreste o Rojava (en kurdo: Poniente u Oeste), es una región autónoma de facto, ubicada dentro de Siria y constituida por 3 regiones más 4 consejos locales con un amplio autogobierno: Afrin, Jazira y Éufrates como regiones, junto con Al Raqa, Taqba, Manjib y Deir ez-Zor como consejos locales. 
Siria del noreste obtuvo su autonomía a través de victorias militares en el conflicto de Rojava y la guerra civil siria, estableciendo y expandiendo gradualmente una administración autónoma basada en los principios del confederalismo democrático: la descentralización, la democracia directa, el laicismo y la tolerancia a la diversidad de religiones, etnias y culturas. Siria del noreste busca unirse al resto de Siria como una federación bajo estos principios.
Siria del noreste (en kurdo: Rojava) ha sido vista históricamente por el nacionalismo kurdo como una de las cuatro zonas del Gran Kurdistán, que se corresponden con los puntos cardinales. Rojava se corresponde con el Kurdistán Occidental. Las otras cuatro zonas del Gran Kurdistán son el sudeste, en Turquía (Kurdistán septentrional), el norte en Irak (Kurdistán meridional) y el noroeste en Irán (Kurdistán oriental). 
No obstante, aunque Siria del noreste se originó como una Federación de organizaciones de origen kurdo (en sus inicios autodenominada Rojava) y sigue siendo de mayoría kurda, se trata de una Entidad poliétnica, algo reflejado en su Contrato Social, en su estructura social y en su parlamento, el Consejo Democrático Sirio. Esta administración Siria alberga poblaciones significativas de árabes, asirios y turcomanos, y poblaciones minoritarias de yazidíes, armenios, chechenos y circasianos.
Rojava aprobó su primera Constitución en enero de 2014. Esta atrajo la atención de la comunidad internacional por ser única en Oriente Medio por basarse en el modelo del confederalismo, por la protección a las minorías étnicas y religiosas, su afirmación de la igualdad de género y el establecimiento de la democracia directa como forma de gobierno. En diciembre de 2016, La Federación Democrática del norte de Siria (sucesora de Rojava y antecesora a Siria del noreste) modificó su Constitución (formalmente denominada por ellos como Contrato Social) para adaptarla a un modelo constitucional sirio que establecería una República federal y democrática de poder unirse al resto del país. Esta constitución ha sido reformada dando lugar al nuevo contrato social de la AADNES el 12 de diciembre de 2023, en la cual se actualizan y amplían aspectos sobre derechos y la gobernanza de la región, tras la incorporación de poblaciones y territorios no contemplados en la primera constitución de 2014.
Las regiones de la Administración autónoma no fueron reconocidas como independientes por el Gobierno central Sirio de Bashar al-Assad, ni por los diversos grupos de rebeldes sirios, ni tampoco por ningún Estado soberano u Organización Internacional. No obstante, las milicias de la Administración han obtenido apoyo militar por parte de la Coalición Internacional Contra el Estado Islámico, integrada por Estados Unidos, Francia, Alemania y el Reino Unido, así como también de Rusia. También, en menor proporción, recibió apoyo militar proveniente de Jordania y del Partido de los Trabajadores de Kurdistán con sede en Turquía.
La AADNES ha implementado un nuevo enfoque de justicia social que enfatiza la rehabilitación, el empoderamiento y la atención social sobre la retribución. Se abolió la pena de muerte. La región autónoma está gobernada por una coalición que basa sus ambiciones políticas en gran medida en la ideología socialista libertaria democrática del confederalismo democrático y se ha descrito que persigue un modelo de economía que combina cooperativas y empresas de mercado, a través de un sistema de consejos locales, con representación cultural y religiosa. La AANES tiene, con diferencia, los salarios medios y el nivel de vida más altos de toda Siria, con salarios que duplican los de la República Árabe Siria durante el régimen. Entre las organizaciones independientes que brindan atención médica en la región se incluyen la Media Luna Roja Kurda, la Sociedad Médica Siria Estadounidense, los Free Burma Rangers y Médicos sin Fronteras.
Desde 2016, las fuerzas rebeldes turcas y sirias respaldadas por Turquía han ocupado partes de Siria del noreste a través de una serie de operaciones militares contra las Fuerzas Democráticas Sirias (FDS). La Administración y las FDS han declarado que defenderán todas las regiones de administración autónoma de cualquier agresión.

## Etimología
«Rojava» (pronúnciese /roʒɑˈvɑ/) es el primer nombre que recibieron las regiones gobernadas bajo las FDS. Rojava significa 'poniente' en kurdo, término que se globalizó en el mundo desde la relevante participación de las milicias kurdas en la Guerra contra Estado Islámico en Siria. En el caso de Kurdistán sirio, el nombre Kurdistán significa literalmente Tierra de los Kurdos, sumado al complemento de "sirio" u "occidental" en referencia a la designación geográfica o política relativa de la región.
Formalmente, tras el comienzo de la guerra civil siria, el territorio fue ampliándose progresivamente y cambiando de denominación para visibilizar que ya no englobaba solo poblaciones kurdas sino de diferente índole étnica y religiosa. En 2016 se autodenominó como Federación Democrática del Norte de Siria; pero en 2018 cambió su nombre nuevamente al de Administración Autónoma del Norte y Este de Siria.

## Contexto geográfico
La región del Rojava está compuesta por tres cantones Cizîr (Al-Yazira), Kobanê y Efrîn.

### Medio físico
La mayor parte del Rojava se localiza dentro del sistema fluvial del Tigris y Éufrates, cuyos ríos tienen origen en lo alto de los Montes Tauro. A diferencia del Bakur, es una zona predominantemente plana ocupada por las planicies del Harran y Al-Jazirah, solo interrumpidas por ligeras elevaciones esporádicas. Presenta una muy ligera pendiente hacia el sureste por donde escurren los "ríos gemelos", lo que provoca que el cauce de ambos y el de sus afluentes es mucho menos abrupto que cuenca arriba.
El clima de la región es predominante seco, con veranos muy calientes e inviernos que pueden llegar hasta los 15 grados bajo cero. Su sistema hídrico está compuesto por una serie de pozos subterráneos (de ahí el nombre árabe de Kobanê; Ayn al-Arab) el Éufrates, el cual escurre por la región de Efrîn. Por su parte, el Tigris representa la línea fronteriza que divide al Rojava del Başur, es decir a Siria e Irak.

### Demografía

La mayor parte de la población del Rojava es de origen étnico kurdo, sin embargo hay importantes grupos minoritarios árabes, turcos, asirios, armenios, chechenos, griegos, entre otros. Gran parte de la población es rural, sin embargo a raíz de las incursiones de Daesh, miles de campesinos tuvieron que refugiarse en las capitales cantonales del Rojava (ver la resistencia de Kobanê), y otros tantos cruzaron hasta campos de refugiados localizados en los pueblos fronterizos del lado turco, en la pequeña ciudad de Suruç (Pirsüs en kurdo) de la región de Şanlıurfa, e incluso hasta las grandes ciudades como Estambul.

### Ciudades kurdas en el noreste de Siria
| - Ayin Darê (Ain Dara) - Beradê (Barad) - Basûtê (Bassouta) - Bilbilê (Bulbul) - Efrîn (Afrin) - Cindirês (Jindires) - Qitmê (Qatma) - Reco (Rajo) - Axtare (Akhtarin) - Ahras (Ihras) - Yazi Bagh (Krum) - Kobanê (Ayn al-Arab) - Girê Bozana (Ain Issa) - Sûsik (Sawsik) | - Amûdê (Amuda) - Qamişlo (Qamishli) - Tirbespî (Al-Qahtaniyah) - Çilaxa (Al‑Jawadiyah) - Dêrika Hemko (Al-Malikiya) - Eyndîwer (Ain Diwar) - Girkê Legê (Al-Ma'bada) - Tel Koçer (al-Yarubiyah) - Tebkê (Tepke) - Dirbêsî (Al-Darbasiyah) - Serêkanî (Ra's al-'Ayn) - Hesîçe (Hasaka) (población mixta) |

### Ciudades árabes en el noreste de Siria
- Yarabulus
- Tell Abyad
- Qamishli (población mixta)
- Hasaka (población mixta)

### Ciudades asirias en el noreste de Siria
- Qamishli (ܒܝܬ ܙܐܠܝ̈ܢ Beṯ Zālin) (población mixta)
- Al-Qahtaniyah (ܩܒܪ̈ܐ ܚܘܪ̈ܐ Qabre Ḥewore) (población mixta)
- Hasaka (ܚܣܟܗ, ܓܨܪܛܐ) (población mixta)
- Khanik (ܚܢܝܟ)
- Tell Chamiram
- Tel Nasri
- Tel Tamer (ܬܠ ܬܡܪ Tel Tamer)
- Qesrok (ܩܨܪܟ Qasrok)
- Al Malikiya (ܕܪܝܟ Derik)

## Historia

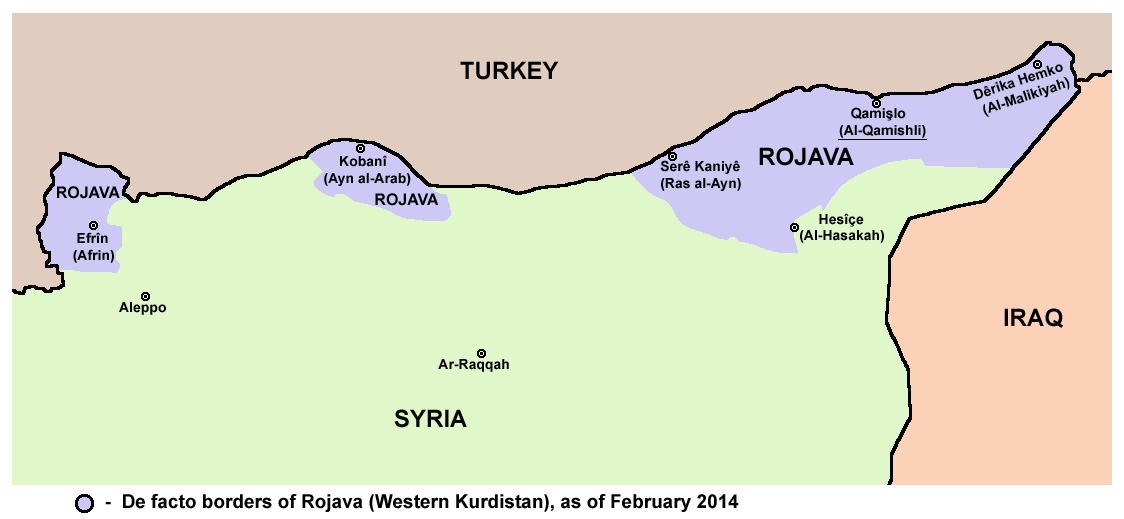
Rojava, 2014

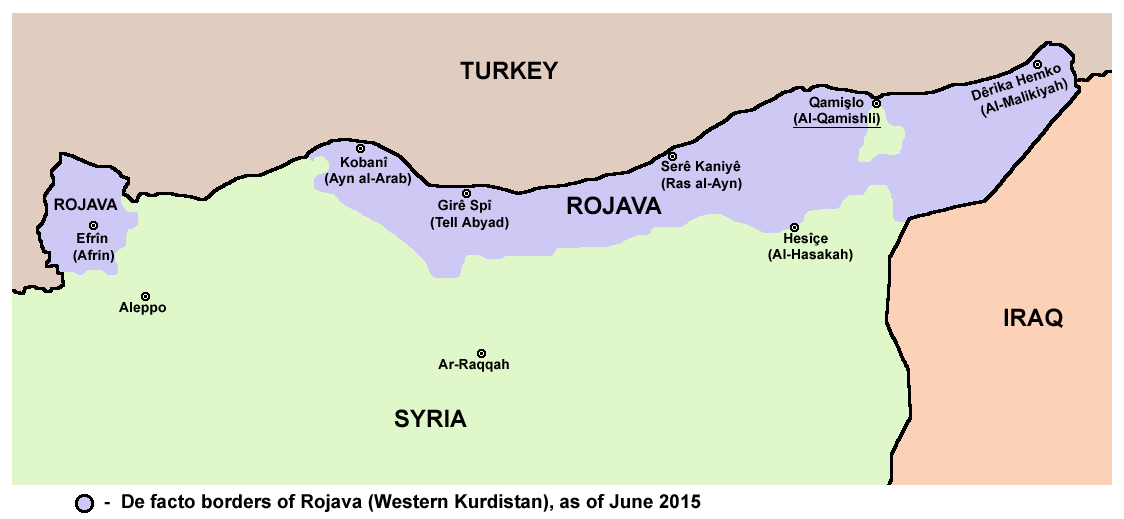
Rojava, 2015

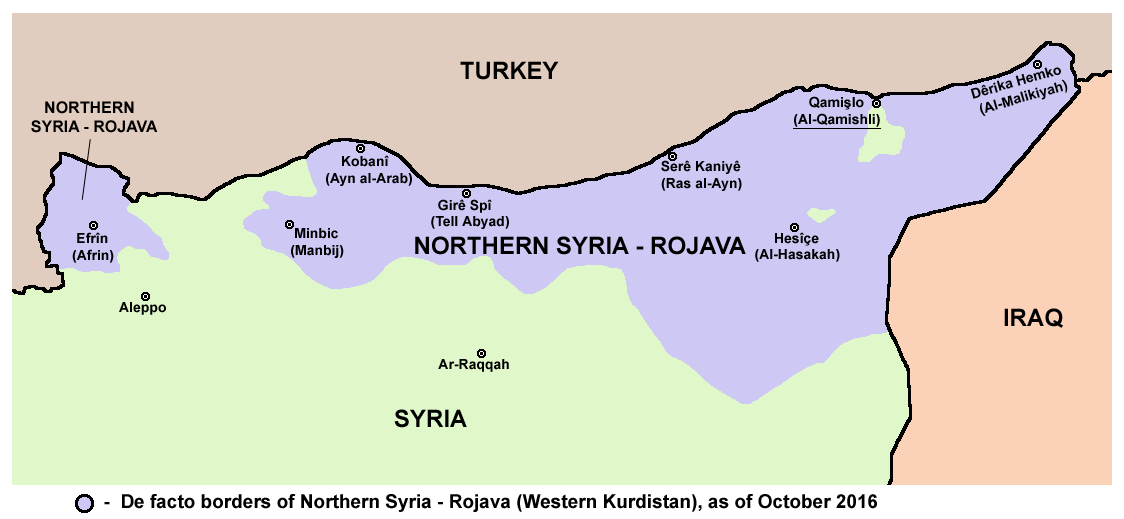
Rojava, 2016

### Durante el Imperio otomano
Como parte de la administración de su imperio, el sultán se servía de la estructura tribal kurda para controlar las regiones que se encontraban lejanas a los centros de poder. Por aquel entonces prácticamente la totalidad del Kurdistán se encontraba bajo la misma entidad administrativa, es decir el Imperio otomano, por lo que la vida en el Rojava no era muy diferente a la del Bakur. Cabe mencionar que de las cuatro subregiones del Kurdistán, el Rojava era y es incluso en la actualidad por mucho la menos poblada.
A principios del siglo XX, con la construcción por los alemanes del ferrocarril de Bagdad, algunas regiones como la actual Kobanê, atrajeron un importante número de trabajadores. De hecho el nombre Kobanê deriva del nombre de la empresa constructora Koban Railway Company. Así mismo con el descubrimiento de algunos yacimientos petroleros en la región el número de habitantes comenzó a incrementarse.

### El cinturón verde
La independencia de Siria tras la Segunda Guerra Mundial, y el ascenso al poder del Baath sirio, trajo modificaciones a la lógica espacial del Rojava. Con el fin de fortalecer el joven proyecto del Estado-nación sirio, e impedir que la población kurda del norte les generara problemas, desde la década de los años 1960, se llevó a cabo un proyecto por medio del cual se buscaba mantener a la población kurda del norte del país en una situación económica, política y social desfavorecida. A esto se le conoce como "El cinturón verde".
El régimen sirio desmontó la poca industria que existía en el Rojava e implementó una política que obligaba a los habitantes a producir únicamente trigo y extraer petróleo. Además, como parte de la guerra demográfica, el Estado movilizó a colonos árabes de otras regiones y les otorgó tierras en los tres cantones. Dichas tierras habían pertenecido durante al menos un siglo a la población kurda, lo cual derivó en una serie de conflictos y enemistades de carácter nacionalista.

### Guerra civil siria

Situación militar en Siria al del de. Territorios:
Administración Autónoma del Norte y Este de Siria (FDS)
Gobierno de transición de Siria y aliados
Presencia del Estado Islámico
Ocupacion Israeli
Ocupacion Rusa en Tartús y Jmeimim

Durante la guerra civil siria, se formaron las Unidades de Protección Popular (YPG) bajo la administración del Comité Supremo Kurdo para controlar las zonas de Siria habitadas por kurdos. El 19 de julio de 2012, las YPG entraron a la ciudad de Kobanê (Ayn al-Arab), y el día siguiente entraron en Amûdê y Efrîn. Los dos principales grupos políticos kurdos de Siria, el Partido de la Unión Democrática (PYD) y el Consejo Nacional Kurdo (KNC), formaron un liderazgo conjunto para administrar las ciudades bajo su control. En cuestión de días, las YPG habían tomado también las ciudades kurdas de Dêrika Hemko (Al-Malikiya), Serê Kaniyê (Ras al-Ayn), Dirbêsî (Al-Darbasiya) y Girkê Legê (Al-Mabada). Las únicas ciudades kurdas importantes que permanecieron bajo control gubernamental fueron Hasaka y Qamishli.
El 12 de diciembre de 2024, 4 días después de la caída de Bashar al-Ásad, la Administración Autónoma del Norte y Este de Siria anunció que adoptaría la bandera de la independencia de Siria usada por el nuevo gobierno de transición en Damasco. A partir del anuncio, en todos los edificios públicos de Rojava se empezó a izar la bandera de las tres estrellas rojas. Según un comunicado a la prensa, esto fue para afirmar ''la unidad de Siria y la identidad nacional''.

## Política
El Comité Supremo Kurdo es el órgano de gobierno provisional del Kurdistán sirio, fundado por el Partido de la Unión Democrática (PYD) y el Consejo Nacional Kurdo (KNC), tras la firma el 12 de julio de 2012 de un acuerdo de cooperación entre las dos partes en Hewlêr, Kurdistán iraquí bajo el auspicio del presidente del Kurdistán iraquí Masud Barzani. El consejo del comité está formado por un número equitativo de miembros del PYD y del KNC.
Tras la formación de este gobierno, se fundaron una serie de instituciones democráticas de abajo-arriba que se consideran democracia participativa radical.

### La puesta en práctica delConfederalismo Democráticoen Rojava

#### Modelo constitutivo
Como resultado de las movilizaciones populares en oposición al régimen de Bashar al-Assad en Siria en 2011, los pueblos kurdos de la región de Rojava comenzaron a desarrollar los postulados del Confederalismo Democrático. Los pueblos de mayoría kurda decidieron desmarcarse de las dinámicas del conflicto y no se alinearon ni con el régimen ni con las fuerzas armadas. En su lugar, decidieron aunar fuerzas e impulsar la democratización pacífica de su sociedad a través de la doctrina del Confederalismo Democrático impulsada por el Partido Unión Democrática (PYD) y propuesto, en sus inicios, por el Partido de los Trabajadores de Kurdistán (PKK).
El fundamento del Confederalismo Democrático en Rojava se encuentra en la toma de decisiones sobre el conjunto de la vida social mediante asambleas de base llamadas comunas (komin) y guiadas por la ideología de la vida colectiva (jiyan comunal).

#### Premisas organizativas

##### Comunalismo
La propuesta comunalista del Confederalismo Democrático hace referencia a la toma de decisiones colectivas por parte de las comunas, rompiendo así con el estado-centrismo imperante en la formulación y elaboración de políticas propias de los Estado-nación de la modernidad capitalista. De esta forma, alejando el poder de las manos del Estado moderno, las asambleas comunitarias garantizan el debate y la participación política de todo tipo de actores sociales mediante la toma de decisiones horizontales y democráticas. En los procesos de autoorganización popular, el consenso es el ingrediente principal de las asambleas comunales.

##### Participación de la mujer
Para paliar la dominación masculina y romper con el orden patriarcal dominante, en Rojava se ha impulsado la creación de comunas, cooperativas, centros culturales, academias y milicias exclusivamente integradas por mujeres.
A modo de ejemplo, el 25 de noviembre de 2018 se inauguró “Jinwar”: “jin” en kurdo significa “mujer” y “war”, por su parte, quiere decir “terreno” u “hogar”. Así bien, este “hogar de mujeres” es hoy un pueblo autogestionado, sostenible y solidario que se presenta como un espacio seguro para mujeres que quieran compartir su vida con otras mujeres.

##### Ecologismo
El Confederalismo Democrático busca el desarrollo de una industria ecológica que utilice los recursos naturales de manera sostenible tratando, también, de minimizar su gasto. Al mismo tiempo, se promueve el uso de productos naturales que no dañen el ambiente, como, por ejemplo, la energía solar. Este modelo de transición ecológica descansa sobre los ejes de la diversificación de cultivos en el campo, el cuidado del agua, el manejo de residuos sólidos, la utilización de energías renovables, la reforestación y el desarrollo de una industria sostenible.

## Milicias comofuerzas armadas
Las Fuerzas Democráticas Sirias (FDS), con sus principales milicias fundadoras como lo son las Unidades de Protección Popular (abreviada como YPG) y su fracción femenina las Unidades Femeninas de Protección (YPJ) —brazos armados del Comité Supremo Kurdo desde el inicio del conflicto kurdo-sirio—, cumplen el rol de fuerzas oficiales de la Federación según la constitución de la misma establecida provisionalmente en 2014. De igual modo, en la constitución vigente desde 2023, las FDS continúan siendo reconocidas como las "fuerzas legítimas de defensa" de la AADNES junto con las Fuerzas de Protección de la Comunidad.
Como dato adicional, tras la guerra civil, las YPG y las YPJ, contaban con entre 60 000 - 80 000 combatientes sin contar las demás fracciones de las FDS.

## Cultura

### Sitios arqueológicos
- Urkesh
- Hamoukar
- Tell Arbid
- Tell Barri
- Tell Beydar
- Tell Brak
- Tell Chuera
- Tell Halaf
- Tell Leilan